# Ярцево (Любытинский район)
Ярцево — деревня в Любытинском муниципальном районе Новгородской области входит в Любытинское сельское поселение.
Деревня расположена на автодороге Любытино — Малая Вишера. С севера расположены деревни Шубино и Торбино, к югу, за рекой Полона — деревня Иваново.
В Ярцево есть магазин (построено новое здание в 2018 году), работает Дом культуры с библиотекой. В деревне находится кладбище (по дороге в дер. Иваново), обелиск Герою Советского Союза Бойцову Евгению Васильевичу, уроженцу соседней деревни Шубино.

## Население
| 2010 |
| ---- |
| 88   |